# Ushba

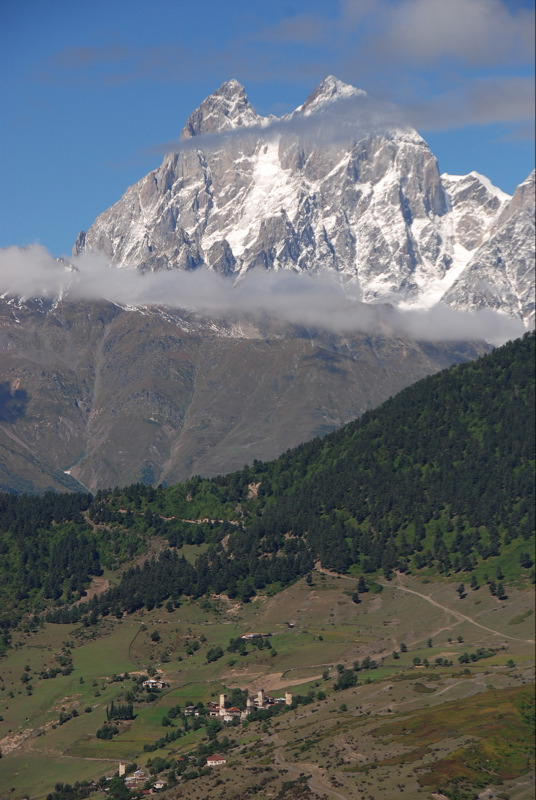
Vista en detalle de la cumbre

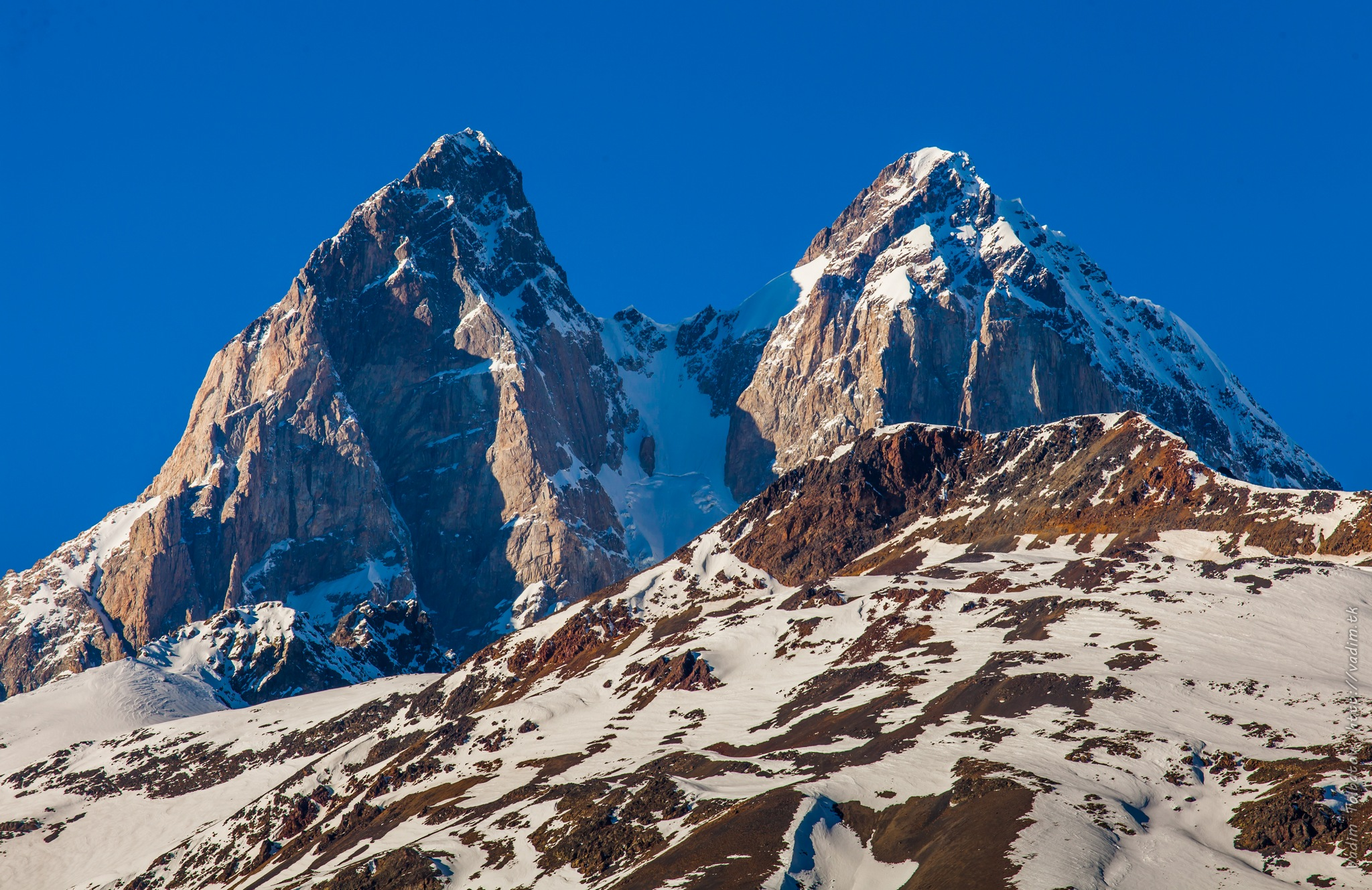
Vista desde el sureste de la cumbre

Ushba u Ousba (en georgiano: უშბა, en karachái-bálkaro: юч баш, Ужба), es una montaña de la cordillera del Cáucaso dentro de Georgia (en la región de Svanetia) junto a la frontera con Rusia (región de Kabardino-Balkaria). Aunque no es una de las cumbres más altas del Cáucaso es muy pintoresco con sus dos cumbres. La cima mayor llega a los 4710 metros, mientras que la menor mide 4690 metros. El tiempo meteorológico es inestable y las pendientes muy fuertes, por eso escalarlo resulta difícil. La cima norte se escaló por primera vez en 1888 por John Garford Cokklin y Ulrich Almera, la cima sur lo fue en 1903 por una expedición alemana y suiza dirigida por B. Rickmer-Rickmers.
En agosto de 2012, varias tormentas hicieron que el ascenso al Ushba fuera traicionero. Un escalador murió y otro, Andyonik Miribyan, quedó atrapado cerca de la cumbre por cuatro días debido a las fuertes nevadas. Debido a los fuertes vientos, los rescatistas no pudieron llegar en helicóptero y Andyonik tomó la decisión de bajar de la montaña, a pesar de no tener piolet porque se rompió después de intentar quitar la nieve.

## Etimología
La dificultad del relieve le dio un nombre muy intimidante, que se traduce como "aquelarre" o "asesino". Este nombre le fue dado desde la antigüedad y pervive hasta nuestros días. La montaña se hizo famosa por su carácter impredecible y las malas condiciones meteorológicas.

## Cumbres
La cumbre sur de Ushba es ligeramente más alta que su cumbre norte, que tiene una elevación de 4.690 metros de altitud. La cumbre norte fue escalada por primera vez en 1888 por John Garford Cokklin y Ulrich Almer, mientras que la cumbre sur vio su primer ascenso en 1903 por una expedición germano-suizo-austriaca dirigida por B. Rickmer-Rickmers.
La cumbre norte de Ushba es más accesible que la cumbre sur: la ruta estándar, la dorsal noreste, asciende desde el lado ruso de la cordillera hasta una meseta alta y de allí a la cumbre. (Por lo tanto, el ascenso a una cumbre en esta ruta implica, técnicamente, cruzar la frontera). Las rutas en la cumbre sur, desde el lado georgiano, incluyen dos rutas con calificación de dificultad francesa ED.